# 3162 Nostalgia
A 3162 Nostalgia (ideiglenes jelöléssel 1980 YH) a Naprendszer kisbolygóövében található aszteroida. Edward L. G. Bowell fedezte fel 1980. december 16-án.